# Kedves István (pénzügyi igazgató)
Csíkszentdomokosi Kedves István (Kolozsvár, 1856. szeptember 25. – Nagyszeben, 1915. január 15.) miniszteri tanácsos, magyar királyi pénzügyigazgató, a Ferenc József-rend lovagja.

## Élete
Kolozsvárt született, ahol apja városi tanácsos, később erdélyi főkormányszéki titkár volt. Kedves István tanulmányait a kolozsvári és pesti római katolikus gimnáziumban és a pesti egyetemen végezte. 1877-ben a fővárosi királyi adófelügyelő mellé fogalmazó gyakornokká esküdött fel. 1885-ben a fővárosi adófelügyelőnél titkár lett. 1885-ben Nagy- és Kis-Küküllő megyék királyi adófelügyelőjévé nevezték ki. A pénzügyi közigazgatás újjászervezése alkalmával a Segesvárt felállított pénzügyigazgatósághoz ugyanott igazgatóhelyettessé léptették elő. 1894-ben pénzügyi tanácsos és segesvári pénzügyigazgató lett. A segesvári Petőfi-emlékegyletnek 1888-tól pénztárosa és az ünnepély rendezésében nagy szerepe volt. A római katolikus autonómiai kongresszusra Nagy-Küküllő vármegye több egyházközsége részéről képviselőnek választották. 1915. január 15-én hunyt el, a segesvári családi sírboltban helyezték örök nyugalomra a római katolikus vallás szertartása szerint.
A Közvéleménynek (1877–79 között) belmunkatársa volt.

## Munkája
- Vizsgálati eljárás az egyenes adótörvények elleni kihágások körül. A fennálló törvények, szabályok, utasítások, rendeletek és elvi jelentőségű határozatok alapján irománypéldákkal megvilágítva az adófelügyelői szolgálatban alkalmazottak számára. Budapest, 1886